# جوستاف جريفبرج
جوستاف جريفبرج (ولد في 18 فبراير 1974) هو موسيقي، وعضو في فرقة اميكاسين، ويعرف بإسمه الفني الملك السحلية، والكثير من أعماله مؤلفات موسيقية.

## نبذة
هو عضو أو كان عضوا في المجموعة التجريبية الكاتراز، وذا سايلنتس، ورايزر 1911، وذا بلاك لوتوس وتريتون. وإخترع هو وجويكام فالك اسلوب موسيقي يسمى دوسك بوب واصدرَ مجموعة من الأقراص الموسيقية منها «مجموعة الدوسك بوب» أو «أغاني تذكارية 1 + 2» والتي تضم الكثير من المقاطع الصوتية بهذا الإسلوب. وإنضم إيضا إلى مشاريع كميريجنون وسلسلة حفلات موسيقى الألعاب المتناغمة في ليبزيق، ألمانيا.
في عام 1994، أطلق شريط صوتي ناقل عقلي، بالأشتراك مع مارتن وال، اغانيه على الجانب أ وأغاني مارتن على الجانب ب، وكان يبيعون الشرائط شخصيا في تجمع 94 الحفلة الإستعراضية.
ولقد صمم نظام جمع النقاط في بعض العاب استديوهات ستاربريز، ومن ضمنها، أنكليف، وجاستيس، ونايتس أو ذا تيمبل، وذا كرونيكلز اوف ريديك: إسكيب فروم بوتشير باي، وماقوز دوّن، وذا داركنيس، وبروذيرس: أي تايل اوف تو سونز.

## التسجيل
- علم وظائف الأعضاء (1993م)
- نقلة العقل (1994م)
- الموضة 8(1998م)
- السمعيات (1999م)
- ميريجنون مجلد 1(2001)
- ميريجون مجلد 2(2004)
- مولود في النجوم (شخصية زاين)(2004)
- اميقا هيتز!(2015)

## روابط خارجية
- مقابلة مع جوستاف جريفبرج على AMP
- مقابلة مع Gustaf Grefberg حول Music 4 Games
- MobyGames السيرة الذاتية
- لقطة من Archive.org لموقع الويب الشخصي لـ Gustaf Grefberg
- Doskpop The Compilation (قرص الموسيقى للكومودور أميغا)
- الأغاني التذكارية (قرص الموسيقى للكومودور أميغا)
- الأغاني التذكارية 2 (قرص الموسيقى للكومودور أميغا)
- صفحة غوستاف جريفبرج ساوند كلاود